# Salah (danzatore)
Salah Benlemqawanssa noto anche come Salah the Entertainer e Spider Salah (Saint-Denis, 28 giugno 1979) è un danzatore francese.
È un pluripremiato ballerino hip-hop che ha vinto la stagione inaugurale di La France a un incroyable talent, la quarta edizione di Arabs Got Talent e la quarta edizione di Tú Sí Que Vales (Italia). È nato nel sobborgo di Parigi Saint-Denis ed è di origine marocchina (padre) e algerina (madre). Chiama il suo stile di danza personale "PABE" che sta per Popping, Animation, Boogaloo ed Effects. Sebbene Salah sia noto soprattutto per il popping, è anche abile nella break dance.

## Carriera
Salah ha iniziato a ballare nel 1996 dopo aver visto la crew didanza O Posse esercitarsi nelle loro mosse davanti agli specchi del Théâtre national de Chaillot. Due anni dopo, lui e la sua crew The Family hanno vinto il secondo posto alla competizione internazionale di b-boying Battle of the Year (BOTY) nel 1998. Nel 1999 entra a far parte della compagnia di danza contemporanea Montalvo-Hervieu.

Nel 2006, Salah ha vinto la prima edizione di Incroyable Talent. Nel 2007, ha eseguito un one-man show alla Breakin' Convention di Londra chiamato "Il sogno di Gluby". Nel 2008, ha recitato nella parte di se stesso in Beats Per Minute, un film indipendente su un popper francese che scopre di poter riavvolgere il tempo con le sue mosse di danza. Nel 2009, Salah ha fatto da giudice nella battle del BOTY in Germania.  
«"My life is dance and dance is my life. I sacrifice a lot for the dance. I am always practicing or performing. There is not much time for a personal life, but I love what I do! It takes a lot of inspiration, time and dedication to become a good dancer.»
 Nel 2011, Salah ha portato avanti un progetto digitale chiamato Breathe the Beat. Attraverso Breathe the Beat, ha pubblicato una serie di cinque tutorial video che spiegano come si ispira al mondo che lo circonda per creare il suo stile di danza PABE. Ha anche giudicato una competizione online in base ai principi dei suoi tutorial per vedere quale ballerino poteva creare la migliore performance di un minuto. Il progetto prevedeva anche una serie di roadshow in tutto il Regno Unito tenuti da Brooke e Roxy delle crew Funkstylerz e Plague. Dopo Breath the Beat, Salah ha girato il Nord America da ottobre 2011 a ottobre 2012 come ballerino di primo piano nella produzione del Cirque du Soleil Michael Jackson: The Immortal World Tour.
Nel 2013, Salah è diventato testimonial del marchio Puma . Attraverso questa collaborazione, Puma ha lanciato un progetto di danza chiamato "Puma the Quest" che ha dato a cinque ballerini l'opportunità di viaggiare per il mondo e avere come mentore Salah. I ballerini di strada sono stati scelti tra centinaia di video inviati che sono stati ristretti a un gruppo principale di 20. Il gruppo principale doveva esibirsi dal vivo di fronte a una giuria tra cui il cantante Nawell Madani, il rapper Youssoupha e lo stesso Salah. I cinque vincitori - Lara Laquiz, Tiet Sofian, Steph 2SL, Anto e b-boy Ska - sono stati annunciati il giorno seguente alle finali del Juste Debout 2013. Hanno viaggiato con Salah a New York City, Berlino, Tokyo, Parigi, Londra e Los Angeles per conoscere la cultura di strada in ogni città. Quando sono tornati a Parigi hanno creato uno spettacolo sulla loro esperienza in tutto il mondo.
Nel dicembre 2013, Salah è apparso di nuovo in La France a un incroyable talent in uno speciale chiamato La Finale des Champions ("la Finale dei Campioni"). Tre mesi dopo, nel marzo 2014, Salah è stato giudice del programma televisivo per bambini Battle Dance (Canal J) con la cantante Sherefa Luna e il b-boy Ali " Lilou " Ramdani. Nel 2015, Salah ha vinto la quarta stagione di Arabs Got Talent e nel 2017 l'edizione italiana dello show.

## Formazione
Salah è specializzato nell'hip-hop, ma ha anche studiato altre forme di danza tra cui africana, salsa, tap, contemporanea e danza del ventre. Salah è membro delle crew Vagabonds e Massive Monkees e della compagnia di danza contemporanea Montalvo-Hervieu. Per mantenersi in forma, si allena cinque volte a settimana con due trainer.

## Titoli
- 'Tú sí que vales[20]
  - 2017: Vincitore
- 'Arabs Got Talent[2]
  - 2015: Vincitore
- 'Last One Stands
  - 2014: campione di Popping 1v1
- 'DANCE@LIVE
  - 2014: campione di Freestyle 1v1
- Red Bull Beat It[21]
  - 2012: campione di Freestyle 1v1
- UK B-Boy Championship[22]
  - 2016: campione di Popping 1v1
  - 2010: campioni di crew di breakdance [con i Vagabonds]
  - 2007: campione di Popping 1v1
- Funkin' Styles
  - 2010: campione di Freestyle 1v1
  - 2006: campione di Freestyle 1v1
- EuroBattle[23]
  - 2008: campione di Popping 1v1
  - 2006: campione di Popping 1v1
- Juste Debout[24]
  - 2006: campioni di Popping 2v2 - Salah & Iron Mike
  - 2004: campioni di Popping 2v2 - Salah & Damon Frost
- Incroyable Talent[10][11]
  - 2006: Vincitore
- The Notorious IBE[25]
  - 2005: campione della Stand Up Dance Battle
  - 2003: campione della Stand Up Dance Battle
  - 2002: campione della Seven 2 Smoke
- Urban Momentum[9]
  - 2004: campione di Freestyle 1v1
- B-Boy Showdown[9]
  - 1998: campione di Popping 1v1

## Apparizioni
- Televisione
  - 2017: Tú Sí Que Vales
  - 2016: Das Supertalent
  - 2015: Arabs Got Talent[26]
  - 2014: Battle Dance[19]
  - 2013: La France a un Incroyable Talent[18]
  - 2009: Star King
  - 2006: Incroyable Talent
- Giuria
  - 2013: All India Dance Competition[27]
  - 2013: The Notorious IBE[28]
  - 2013: R16[29]
  - 2009: BOTY
  - 2009: Red Bull BC One[30]
  - 2008: UK B-Boy Championship[31]
  - 2008: Warsaw Challenge[32]
  - 2007: Warsaw Challenge[33]
  - 2006: Circle Sensation
- Film
  - 2014: Mad About Dance[34]
  - 2012: Sur la piste du Marsupilami
  - 2008: Beats Per Minute[10]
  - 2002: Asterix e Obelix: Missione Cleopatra[9][35]
- Videoclip musical
  - 1996: "Super Discount" - Etienne de Crecy
  - 2006: "Rudebox" - Robbie Williams[10]
  - 2005: "Feel The Vibe" - Axwell[36]
  - 2005: "Doo Wap" - Paul Johnson Feat. Chynna
- Stage
  - 2011: Michael Jackson: The Immortal World Tour[17]
  - 2009: Breakin' Convention[11][37]
  - 2008: Freestyle Session
  - 2008: Urban Dance Showcase[38]
  - 2007: Rencontres de la Villette[39]
  - 2007: Breakin' Convention[12]
  - 2007: Red Bull BC One[8]
  - 2001: France Moves[40]
- Insegnante
  - DanceKool[41]
  - Street Dance Kemp Europe[42]
  - Urban Dance Camp[43]
  - Broadway Dance Center[3]
  - Ones to Watch[44]
  - International Dance Festival Birmingham[45]
  - Giant Studio
  - The Hip Drop Dance Complex[46]
  - Urban Dance Studio[47]
  - Fair Play Academy[48]